# Stenoserica zambesiana
Stenoserica zambesiana är en skalbaggsart som beskrevs av Brancsik 1898. Stenoserica zambesiana ingår i släktet Stenoserica och familjen Melolonthidae. Inga underarter finns listade i Catalogue of Life.